# Sakura Andō (chanteuse)
Cet article concerne la chanteuse. Pour l'actrice, voir Sakura Ando.
Sakura Andō (安藤 咲桜, Andō Sakura), née le 23 mars 2001, est une chanteuse et actrice japonaise membre du Tsuri Bit. La gravure du maillot de bain d'Andō a également été publiée sur Weekly Playboy sorti le 4 juillet 2016.